# Lophiocarpaceae
Die Lophiocarpaceae sind eine Familie in der Ordnung der Nelkenartigen (Caryophyllales) innerhalb der Bedecktsamigen Pflanzen. Die Areale der etwa sieben Arten befinden sich im tropischen und subtropischen Afrika und Asien. Das Zentrum der Artenvielfalt ist das südwestliche Afrika.

## Beschreibung

### Vegetative Merkmale
Es sind einjährige oder ausdauernde krautige Pflanzen oder Halbsträucher. Die wechselständig angeordneten Laubblätter sind in Blattstiel und Blattspreite gegliedert. Die Blattspreiten sind einfach. Nebenblätter fehlen.

### Generative Merkmale
Sie bilden traubige oder zymöse Blütenstände.
Die zwittrigen Blüten sind radiärsymmetrisch und fünfzählig. Es sind viele Kronblätter vorhanden oder sie fehlen bei Lophiocarpus. Es sind viele oder vier Staubblätter vorhanden. Die Pollenkörner sind tricolpat. Zwei Fruchtblätter sind zu einem einkammerigen Fruchtknoten verwachsen. Es sind eine, fünf oder viele Samenanlagen je Fruchtblatt vorhanden.
Es wird eine Kapselfrucht oder Achäne gebildet. Bei Corbichonia besitzen die Samen einen Arillus.

## Systematik

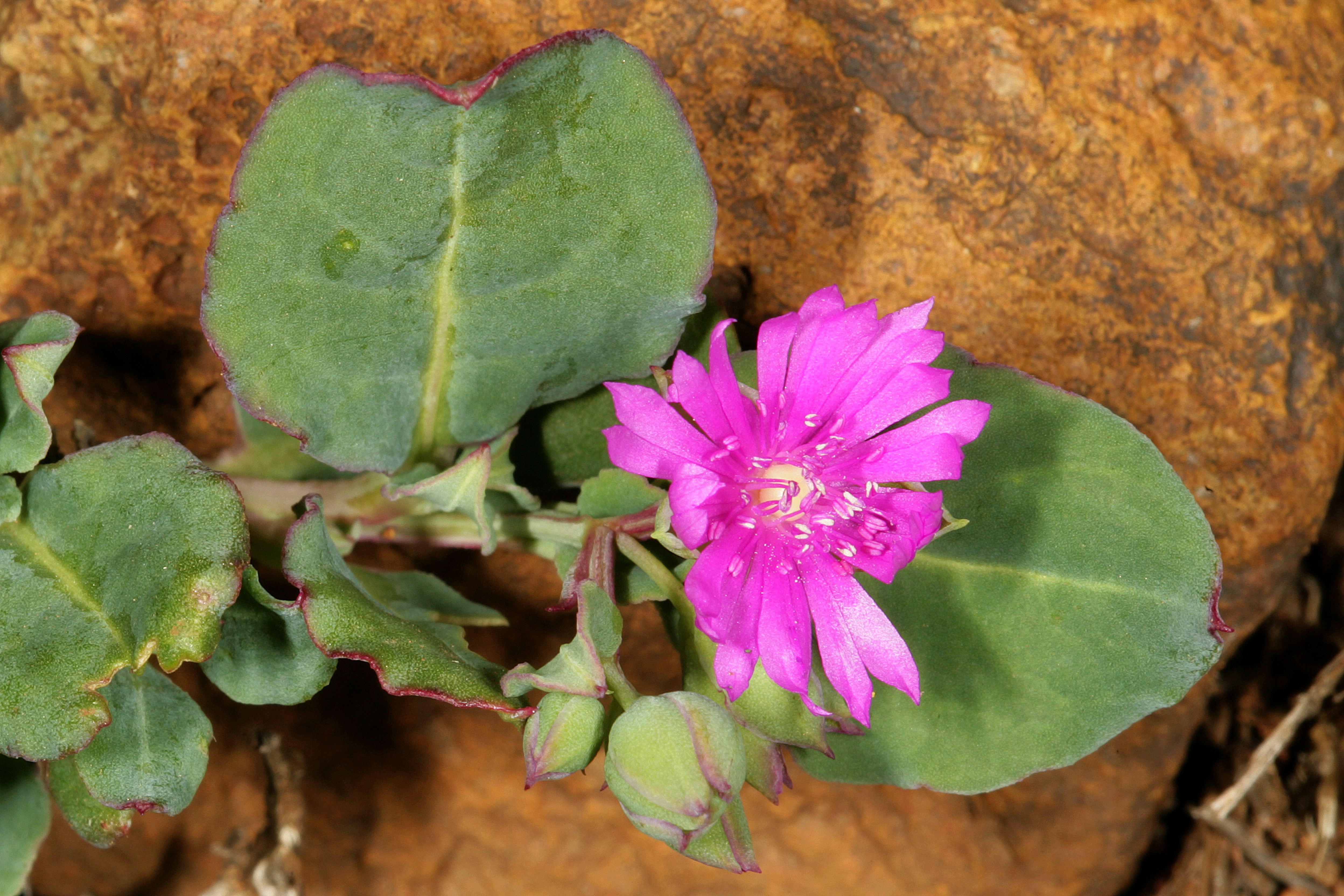
Corbichonia decumbens

Früher waren diese Arten in die Familien der Molluginaceae, Phytolaccaceae oder Aizoaceae eingegliedert. Molekularbiologische Untersuchungen haben nahegelegt, dass diese Arten eine monophyletische Gruppe bilden. Daher werden sie jetzt als Familie Lophiocarpaceae geführt. Die Familie Lophiocarpaceae wurde von Alexander Borissowitsch Doweld und James Lauritz Reveal in New Syllabus of Plant Families, April 2007, Seite 795 und in Phytologia, Volume 90, Issue 3, Dezember 2008, Seite 416 aufgestellt. Typusgattung ist Lophiocarpus Turcz.
Die Familie der Lophiocarpaceae enthält nur zwei Gattungen mit seit 2015 etwa sieben Arten:
- Corbichonia Scop. (Syn.: Orygia Forssk., Axonotechium Fenzl): Sie enthält seit 2015 drei[3] Arten:[5][6]
  - Corbichonia decumbens (Forssk.) Exell  (Syn.: Glinus trianthemoides Heyne, Orygia decumbens Forssk., Portulaca decumbens (Forssk.) Vahl): Sie gedeiht in trockenen Klimagebieten vom Subsahara-Afrika über das tropische bis ins südliche Afrika und von der Arabischen Halbinsel über den Iran und Pakistan bis Indien.[3]
  - Corbichonia exellii Sukhor.: Sie wurde 2015 erstbeschrieben und kommt vom westlichen Angola über Namibia bis Südafrika vor.[3]
  - Corbichonia rubriviolacea (Friedrich) C.Jeffrey (Syn.: Orygia rubriviolacea Friedrich): Sie kommt im südlichen Afrika in Namibia und Limpopo vor.[3]

- Lophiocarpus Turcz. (Syn.: Wallinia Moq.): Die etwa vier Arten sind im südlichen Afrika verbreitet.[7][8]:
  - Lophiocarpus dinteri Engl.: Sie kommt nur in Botswana und Namibia vor.[3]
  - Lophiocarpus latifolius Nowicke: Sie kommt im südlichen Mosambik, in Namibia sowie KwaZulu-Natal vor.[3]
  - Lophiocarpus polystachyus Turcz. (Syn.: Lophiocarpus burchellii Hook. f., Lophiocarpus gracilis (A.W.Hill) Engl.): Sie kommt im südlichen Afrika vor.[3]
  - Lophiocarpus tenuissimus Hook. f.: Sie kommt im südlichen Sambia, Botswana sowie Simbabwe vor.[3]

Man findet auch das Synonym Lophiocarpus (Kunth) Miquel für Sagittaria L. als Gattung der Alismataceae Vent.

### Weiterführende Literatur
- M. Thulin et al.: Phylogeny and generic delimitation in Molluginaceae, new pigment data in Caryophyllales, and the new family Corbichoniaceae. In: Taxon, Volume 65, 2016, S. 775–793. doi:10.12705/654.6

- Karte mit allen verlinkten Seiten:
- OSM |
- WikiMap